# Политические партии Болгарии
Политические партии в Болгарии, согласно законодательству, призваны содействовать формированию и выражению политической воли граждан. Создание, регулирование и закрытие партий происходит согласно «Закону о политических партиях».
Согласно статье 11 Конституции Республики Болгарии политическая жизнь в стране основывается на принципе политического плюрализма; ни одна политическая партия или идеология не могут быть объявлены государственными; основание партии на этническом, расовом или религиозном принципе запрещено, как и партии, которые ставят себе целью насильственный захват государственной власти.
Согласно статье 13 «религиозные общины и учреждения, как и религиозные убеждения, не могут быть использованы в политических целях».

## История
Первые политические партии в Болгарии были созданы сразу после освобождения от османского владычества в 1878 году. Ими стали Консервативная и Либеральная партии. Последняя стала родоначальником ещё четырех партий. После 1883 года умеренные либералы отделились и сформировали Прогрессивно-либеральную партию во главе с Драганом Цанковым. Чтобы отличаться от других либералов, их называют цанковистами. Они рассматривали русофильство как основу своей идеологии и допускают точки соприкосновения с консерваторами, даже соглашаясь на формирование коалиционного правительства. В середине 1880-х годов из рядов либералов вышли ещё две партии — Народно-либеральная, возглавляемая Стефаном Стамболовым, и Либеральная партия Васила Радославова (радославовцы). В 1894 году на базе центристского крыла Либеральной партии была сформирована Демократическая партия, возглавляемая Петко Каравеловым. После перерыва партия была воссоздана в 1989 году.
В июле 1891 года по инициативе первого болгарского марксиста Димитра Благоева была создана Болгарская социал-демократическая партия (БСДП), первая в стране марксистская партия. В 1894 году БСДП объединилась с Болгарским социал-демократическим союзом (БСДС) в Болгарскую рабочую социал-демократическую партию (БРСДП), из состава которой в 1903 году вышло левое крыло, образовавшое БРСДП (тесных социалистов). В 1919 году БРСДП (т. с.) была переименована в Болгарскую коммунистическую партию (БКП).
В 1899—1900 годы возникла массовая крестьянская общественно-политическая организация — Болгарский земледельческий народный союз (БЗНС). В 1908 году союз оформился в политическую партию аграрно-социалистической направленности, которая отражала интересы зажиточного крестьянства. В 1919—1923 годах болгарское правительство возглавлял член БЗНС Александр Стамболийский, чья политика оказалась настолько радикальной, что он был свергнут и убит во время военного переворота под предводительством Александра Цанкова.
В сентябре 1944 года в Софии началось вооружённое восстание, в результате которого к власти пришло правительство Отечественного фронта, широкой антифашистской коалиции, в которое вошли коммунисты, БЗНС «Пладне» и ПК «Звено». В 1946 году в Болгарии состоялся референдум, на котором больше 90 % болгар, имеющих право голоса, проголосовали за ликвидацию монархии и провозглашение «народной республики». В стране был установлен режим так называемой «народной демократии», при которой власть в Болгарии принадлежала Болгарской коммунистической партии. В 1948 году Социал-демократическая партия широких социалистов (БРСДП ш. с.) вошла в состав компартии на основе признания идейных и организационных принципов последней. После этого единственной партией кроме коммунистов в стране остался Болгарский земледельческий народный союз (БЗНС), признававший «руководящую роль компартии».
В конце 1980-х—начале 1990-х годов, после начала перестройки в СССР и развала социалистического лагеря в Болгарии начался процесс демократизации. В апреле 1990 года БКП была переобразована в Болгарскую социалистическую партию (БСП). Ряд коммунистов, не согласных с этим, создали собственные партии, самая крупная из которых — Коммунистическая партия Болгарии, руководимая А. Пауновым. В том же году состоялись первые за много лет свободные парламентские выборы.

## Ведущие партии и коалиции
Ниже перечислены партии и коалиции, представленные в Народном собрании и Европарламенте.
| Название | Название                                                                                 | Год  | Лидер(ы)                        | Идеология | Сейм      | ЕП      | Области  | Общины     | Прим.                   |
| -------- | ---------------------------------------------------------------------------------------- | ---- | ------------------------------- | --- | --------- | ------- | -------- | ---------- | ----------------------- |
|          | ГЕРБ—СДС ГЕРБ — СДС                                                                      | 2021 | Бойко Борисов                   | Правый центр: консерватизм, популизм, проевропеизм | 75 из 240 | 6 из 17 | 16 из 28 | 101 из 265 | Коалиция                |
|          | «Есть такой народ» Има такъв народ                                                       | 2020 | Слави Трифонов                  | Универсальная партия: популизм, прямая демократия, проевропеизм, анти-коррупция, анти-элитизм                                                                            | 51 из 240 | 0 из 17 | 0 из 28  | 0 из 265   |                         |
|          | БСП за Болгарию БСП за България                                                          | 1999 | Корнелия Нинова                 | Левый центр/левые: социал-демократия, демократический социализм | 43 из 240 | 5 из 17 | 0 из 28  | 0 из 265   | СИ, ПЕС, ПАСД. Коалиция |
|          | Движение за права и свободы Движението за права и свободи (ДПС)                          | 1990 | Мустафа Карадайы                | Центр: либерализм, социальный либерализм, интересы турецкого меньшинства                                                                                                 | 30 из 240 | 3 из 17 | 1 из 28  | 48 из 265  | ЛИ, АЛДЕ                |
|          | «Демократическая Болгария» Демократична България                                         | 2018 | Атанас Атанасов Христо Иванов   | Центр/правый центр: экономический либерализм, национальный консерватизм, проевропеизм, энвайронментализм, анти-коррупция                                                 | 27 из 240 | 0 из 17 | 0 из 28  | 0 из 265   | Коалиция                |
|          | «Вставайте! Мафия вон!» Изправи се! Мутри вън!                                           | 2021 | Мая Манолова Николай Хаджигенов | Универсальная партия: популизм, проевропеизм, анти-коррупция | 14 из 240 | 0 из 17 | 0 из 28  | 0 из 265   | Коалиция                |
|          | ВМРО — Болгарское национальное движение ВМРО — Българско национално движение, ВМРО — БНД | 1999 | Красимир Каракачанов            | Крайне правые: болгарский национализм, национал-консерватизм, антиглобализм, социальный консерватизм, правый популизм, мягкий евроскептицизм, антицыганизм, антиисламизм | 0 из 240  | 2 из 17 | 0 из 28  | 2 из 265   | ЕКР                     |

1. ↑  Граждане за европейское развитие Болгарии и Союз демократических сил
2. ↑  Болгарская социалистическая партия, «Новая заря[болг.]», Коммунистическая партия Болгарии, Политический клуб «Экогласность», Политический клуб «Тракия»
3. ↑  «Да, Болгария![болг.]», Демократы за сильную Болгарию, «Зелёное движение[болг.]», «Достоинство единого народа»
4. ↑  Движение 21[болг.], Движение «Болгария граждан», Единая народная партия[болг.], «Европейская партия „Вольт“», «Встань, Болгария[болг.]», Движение за национальное единство и спасение, Земледельческий народный союз, «Ядовитое трио»

### Прочие партии
- «Перезагрузить Болгарию[болг.]» (болг. Презареди БГ; 2014). Первоначально называлась «Болгария без цензуры» (болг. България без цензура). Основана журналистом и бизнесменом Николаем Барековым. Наибольшего успеха партия добилась в 2014 году на первых для себя выборах, завоевав 2 места в Европарламенте и 15 мандатов в Народном собрании. Но выборы 2017 и 2019 годов для партии оказались провальными. Правый центр: анти-коррупция, консерватизм, евроскептицизм, правый популизм, монархизм. Входит в Партию европейских консерваторов и реформистов.
- Альтернатива за болгарское возрождение[болг.]
- ВМРО — Болгарское национальное движение
- «Средний европейский класс»
- Союз патриотических сил «Защита»[болг.]
- Земледельческий союз Александра Стамболийского
- Движение «Воля»
- Национальный фронт за спасение Болгарии[болг.]
- Объединённая социал-демократия
- Болгарская социал-демократическая партия[болг.]
- Христианско-демократическая партия Болгарии
- Радикал-демократическая партия[болг.]
- Болгарский демократический союз «Радикалы»
- Болгарский земледельческий народный союз (Николай Ненчев)
- Болгарское национальное обединение
- Гражданская платформа «Болгарское Лето»
- Движение «Георгиев день»

## Исторические партии
- Консервативная партия
- Либеральная партия
- Прогрессивно-либеральная партия
- Народно-либеральная партия
- Либеральная партия (радославовцы)
- Демократическая партия
- Болгарский земледельческий народный союз
- Болгарская рабочая социал-демократическая партия
- Болгарская рабочая социал-демократическая партия (тесных социалистов)
- Болгарская рабочая социал-демократическая партия (широких социалистов)
- Болгарская коммунистическая партия
- Звено
- Болгарский бизнес-блок
- НДСВ
- Реформаторский блок